# 77-ма окрема аеромобільна бригада (Україна)
77-ма окрема аеромобільна Наддніпрянська бригада (77 ОАеМБр) — військове з'єднання у складі Десантно-штурмових військ Збройних сил України чисельністю у бригаду.
Бригада була сформована після широкомасштабного російського вторгнення, наприкінці 2022 року. Взимку вела бої за Соледар. У 2023 році — за Бахмут, у 2024 — за Куп'янськ.

## Історія
У жовтні 2022 року низка українських ЗМІ написала про формування бригади, яка отримала бронеавтомобілі «Козак», бронетранспортери БТР-3Е, танки Т-80БВ та, згідно з непідтвердженими повідомленнями, МРАП M1224 MaxxPro.
26 листопада 2022 року Том Купер написав про завершення формування бригади.
12 січня 2023 року відзначена президентом України, разом з 46-ю бригадою, за утримання позицій в Соледарі та завдання ворогу «відчутних втрат». 4 березня 2023 року знову відзначена президентом.
На травень 2023 року воювала у Бахмуті.
24 серпня 2024 року бригада отримала почесну назву «Наддніпрянська».
На вересень 2024 року бригада тримала оборону під Куп'янськом. 26 вересня бригада відбила штурм 13 одиниць бронетехніки, уразивши 2 танки, 2 БТР та БМП.
19 лютого 2025 року бригада відбила штурм на Куп'янському напрямку. В ході бою десантники знешкодили 3 бойові машини піхоти та 1 танк.

## Структура
- 2-й аеромобільний батальйон[10]
- РУБпАК[11]

## Втрати

### 2023
- 9 січня 2023 - Фокша Михайло Іванович («Фамін»), солдат-медик. Загинув у бою поблизу Соледару Донецької області[12].
- 11 січня 2023 — Слишик Михайло Вікторович, лейтенант, командир інженерно-саперного взводу. Загинув у віці 40 років під Соледаром.[13]
- 18 січня 2023 — Рисенко Віктор Миколайович, сержант.
- 13 січня 2023 — Давидюк Сергій Миколайович, рядовий, навідник. Загинув під час обстрілу біля Соледару на Донеччині.[14]
- 27 лютого 2023 — Рільник Богдан. Загинув поблизу н.п. Дубово-Василівка від кулі снайпера.[15][16]
- 27 лютого 2023 — Шевченко Олег Валерійович, навідник. Поранений 23.02.2023 року під час обстрілу с. Дубово-Василівка Бахмутського району, помер у Дніпровській лікарні ім. Мечнікова.[17]
- 27 лютого 2023 — Магула Микола Михайлович, рядовий, стрілець. Загинув року від мінометного обстрілу під Бахмутом.[18]
- 1 березня 2023 — Собченко Артем Юрійович, молодший сержант. Загинув у Бахмуті.

- 1 березня 2023 — Трофіменко Роман Миколаєвич. Загинув у Бахмуті.[19]
- 2 березня 2023 — Андрейчук Сергій. Загинув у Бахмуті.[20]
- 2 березня 2023 — Шмалій Владислав Олексійович («Боксер»). Загинув в Бахмуті.[20]
- 4 березня 2023 — Медяник Андрій Іванович, старший сержант.
- 18 березня 2023 — Євенко Віктор Миколайович, сержант. 35 років. Загинув у боях у Бахмутському районі Донецької області.[21][22][23][24]
- 15 квітня 2023 — Грищенко Станіслав Валерійович, солдат.
- 15 квітня 2023 — Кривий Віктор, гранатометник. Загинув від мінометного обстрілу під Бахмутом.[25]
- 5 травня 2023 — Коваленко Юрій Михайлович. Загинув у Бахмуті під час артилерійського обстрілу.[19]
- 11 травня 2023 — Войтович Володимир Сергійович, молодший сержант. Загинув у Бахмуті.[26]
- 22 травня 2023 — Осієвський Євгеній Євгенович, солдат. 29 років, журналіст, автор видання «Куншт» та журналу соціальної критики «Спільне». Загинув під Бахмутом від вибуху снаряда.[27]
- 26 травня 2023 — Сирочук Олександр, молодший сержант. Загинув поблизу Бахмуту.[28]
- 17 серпня 2023 — Рибчук Михайло Васильович, солдат.[29]
- 1 жовтня 2023 — Гирич Євгеній Володимирович, солдат. Загинув в районі Бахмуту внаслідок артилерійського обстрілу.[30]
- 3 листопада 2023 — Короп Владислав Сергійович, солдат, навідник взводу снайперів. Загинув в районі села Хромове Бахмутського району.[31]
- 9 листопада 2023 — Голуб Валентин Вікторович, старший сержант, командир зенітного ракетного відділення. Загинув в районі Часового Яру внаслідок артилерійського обстрілу.[31]
- 23 вересня 2023 — Філатов Ігор Олександрович («Малий»), лейтенант. 28.12.1999. Загинув від атаки FPV-дрону між Хромовим і Часовим Яром.[32]

### 2024
- 28 травня 2024 — Кучук Артем («Тьома»), старший стрілець. 35 років, загинув поблизу села Стельмахівка на Луганщині.[33]
- 12 червня 2024 — Ткачук Олексій Павлович.[34]
- 16 липня 2024 — Гач Михайло Йосипович (06.11.1984). Солдат, командир гранатометного відділення взводу вогневої підтримки аеромобільної роти. Загинув під час обстрілу в районі Стельмахівки Сватівського району Луганської області[35].
- 22 вересня 2024 — Карелін Петро. 6.05.1979[36]
- 22 жовтня 2024 - Кульчицький Володимир Миронович, 40 років. Солдат, навідник аеромобільного відділення аеромобільного взводу аеромобільної роти аеромобільного батальйону. Загинув в районі населеного пункту Богоявленка Волноваського району Донецької області[37].

### 2025
- 6 березня 2025 — Степанюк Ігор Анатолійович («Патрік»), 52 роки, загинув внаслідок артилерійського обстрілу поблизу н.п. Загризове на Харківщині[38].
- 5 квітня 2025 - Олександр Мішин, 36 років. Загинув під час виконання бойового завдання поблизу Лозової на Харківщині[39].

## Вшанування
- У Кривому Розі вулицю Стасова перейменували на вулицю 77-ї окремої аеромобільної бригади.[40]